# Carole Jane Pachl
Carole Jane Pachl (* 23. Dezember 1938 in Prag, Tschechoslowakei) ist eine ehemalige kanadische Eiskunstläuferin, die im Einzellauf startete.
Pachl ist die Tochter einer ehemals in der Tschechoslowakei und Deutschland bekannten Bühnen- und Filmschauspielerin und eines wohlhabenden  tschechoslowakischen Schokoladenfabrikanten. Ihr Vater wurde von den Nationalsozialisten in ein Konzentrationslager verbracht und nach dem Krieg von den Kommunisten enteignet. Daraufhin ging die Familie nach Montreal.
Im Alter von acht Jahren begann Pachl ernsthaft mit dem Eiskunstlaufen, zuvor hatte sie sich vor allem für Ballett interessiert. Ihre Mutter nahm sie mit nach England, um bei Arnold Gerschwiler zu trainieren. Später trainierte Pachl auch unter Gustave Lussi in Lake Placid und Otto Gold in Ottawa.
1955 bis 1957 wurde Pachl kanadische Meisterin. Bereits 1954 hatte sie ihr Debüt bei Weltmeisterschaften gehabt, das sie auf Platz acht beendete. 1955 wurde sie Sechste und bei ihrer letzten Weltmeisterschaft 1957 belegte sie den vierten Platz. Pachl repräsentierte Kanada bei den Olympischen Winterspielen 1956 in Cortina d’Ampezzo und erreichte dort den sechsten Platz.

## Ergebnisse
| Wettbewerb / Jahr          | 1954 | 1955 | 1956 | 1957 |
| -------------------------- | ---- | ---- | ---- | ---- |
| Olympische Winterspiele    |      |      | 6.   |      |
| Weltmeisterschaften        | 8.   | 6.   |      | 4.   |
| Kanadische Meisterschaften |      | 1.   | 1.   | 1.   |